# Fjodor Ivanovič Šaljapin
Fjodor Ivanovič Šaljapin (rusky Фёдор Иванович Шаляпин; 13. února 1873, Kazaň – 12. dubna 1938, Paříž) byl ruský operní pěvec-basista. Od roku 1921 žil v exilu. Získal si pověst umělce, který ve své tvorbě kombinoval vrozenou muzikálnost s širokým hlasovým rejstříkem a mimořádné herecké schopnosti. Součástí jeho repertoáru byly nejen operní role, ale také ruské národní písně a písně umělé. V různých obdobích svého života se věnoval také malířství, sochařství a hrál ve filmech. Jím sepsané paměti vyšly (k roku 1946) v 16 jazycích.

## Život

### Původ a mládí
Fjodor Šaljapin pocházel z chudých poměrů. Otec byl písařem v kazaňském okresním úřadě, matka vypomáhala prací po domech. Fjodor byl nejstarším ze čtyř dětí a nejen on musel snášet otcovu krutou „výchovu“. Otec byl alkoholik, despota a násilí v rodině bylo na denním pořádku. Základní školní docházku ukončil s vyznamenáním v roce 1885. V mládí vystřídal několik praktických řemesel, nejdříve šel do učení k ševci, později k truhláři, nakonec se zkoušel uchytit jako písař. Už v raném dětství ho však přitahoval zpěv a divadlo. Od 12 let hrál ochotnicky divadlo a zpíval i v kostele. Již v 17 letech se vydal na uměleckou dráhu kočovného herce, tanečníka, zpěváka a jako potulný komediant cestoval po celém Rusku.

### Pěvecká kariéra v Rusku
Díky svému krásně barevnému, zvučnému a znělému hlasu v basové až barytonové poloze se brzy prosadil i na poli operním. První velká změna nastala v Tiflisu, kde se mu pedagogicky věnoval operní pěvec Dimitrij Usatov. Pod jeho vedením a díky jeho přičinění se Šaljapin stal sólistou tamější opery.
V roce 1893 odejel vystupovat do Moskvy a posléze roce 1894 i do Petrohradu, kde byl od roku 1895 členem Mariinského divadla. V roce 1896 byl povolán Savvou Mamontovem nazpět do Moskvy, kde se připojil k jeho soukromému opernímu domu. Tam započala jeho světová umělecká kariéra. Během čtyř sezón Šaljapin získal širokou slávu. Vytvořil si repertoár, kterým mohl rozvíjet svůj hudební i jevištní talent. Jeho životní rolí se stal Boris Godunov v Musorgského stejnojmenné opeře. Part zpíval více než 330krát, poprvé v Moskvě roku 1899 a naposledy roce 1937 v Monte Carlu. Hrál řadu hlavních postav v dílech ruských i zahraničních skladatelů, jako Rimskij-Korsakov (Ivan Hrozný ve Pskovance, Salieri v Mozart a Salieri, Varjažský host v Sadkovi), Glinka (Ivan Susanin v opeře Život za cara), Dositheus v Chovanštině). Jednou z nejvýznamnějších rolí, která se stala trvalou součástí jeho repertoáru, byl Mefistofeles v Gounodově opeře Faust. Velký úspěch zaznamenal při premiéře Massenetovy opery Don Quijote roku 1910 v Monte Carlu a roli rytíře smutné postavy ztělesnil i ve filmu režiséra G. W. Pabsta z roku 1933.
V roce 1899 vystoupil poprvé v moskevském Velkém divadle a od té doby vystupoval na všech největších ruských operních scénách.

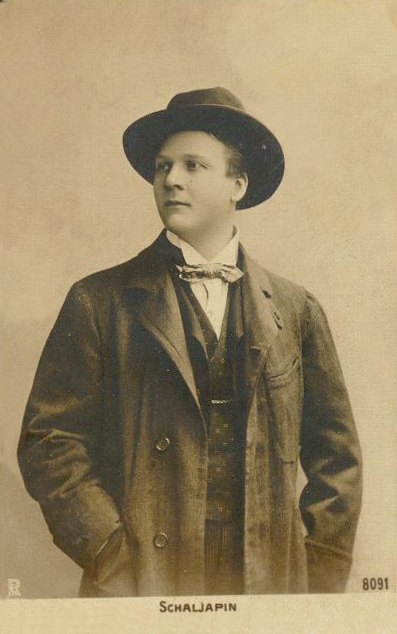
F. I. Šaljapin

Záhy si získal nejen ruskou, ale světovou pozornost a věhlas. V roce 1901 zpíval poprvé v milánské La Scale, od té doby vystupoval po celé Evropě prakticky každý rok, jeho popularita i známost stále stoupala zejména s počátečním rychlým rozvojem gramofonového průmyslu a později i rozhlasového vysílání. Věnoval se nejen operní, ale také koncertní kariéře.
V roce 1901 se poprvé setkal se spisovatelem Maximem Gorkým, se kterým se velice brzy důvěrně spřátelil na celý život. To vyvolalo velkou nevoli i nedůvěru u tehdejších carských úřadů, neboť Maxim Gorkij byl tehdy úřady celkem právem pokládán za socialistu a revolucionáře. V ruském revolučním roce 1905 si carské úřady znepřátelil ještě více; těsně před tehdejšími revolučními událostmi vystoupil v Kyjevě zdarma na velkém koncertě pro dělníky, což jej zařadilo mezi potenciální buřiče a možné „revolucionáře“.
V létě 1914, když vypukla první světová válka, zrovna cestoval po západní Evropě a nalézal se v té době ve Francii nedaleko od Paříže. Přestože dostal mnoho nabídek, aby v západní Evropě zůstal natrvalo, odjel do Londýna a poté se vrátil zpět do Ruska. V roce 1915 vytvořil hlavní roli ve filmu Car Ivan Vasiljevič Hrozný. Během války založil dva lazarety z vlastních prostředků. Prakticky po celou dobu první světové války pak vystupoval v petrohradském Mariinském divadle. Po únorovém státním převratu v roce 1917 se stal i jeho uměleckým ředitelem. V roce 1918 jako první obdržel titul Národní umělec republiky.

### Život v exilu
V roce 1921 se vydal na velké světové pěvecké turné, původně se záměrem propagovat ruskou hudbu a nové sovětské umění. Z tohoto dlouhého zahraničního turné se již do Ruska nikdy nevrátil, nejen z finančních a ekonomických důvodů, ale patrně i z důvodů ideově-politických. Sovětskými orgány byla jeho emigrace posuzována velmi negativně. V srpnu 1927 byl dekretem Rady lidových komisařů RSFSR zbaven titulu národního umělce a práva na návrat do SSSR.
Žil převážně v Paříži, v letech 1921–1928 byl členem Metropolitní opery v New Yorku. V roce 1932 vytvořil hlavní roli ve filmu Don Quijote. V letech 1935–1936 se Šaljapin vydal na své poslední turné na Dálný východ. V Mandžusku, Číně a Japonsku odehrál 57 koncertů.
Zemřel na leukémii v roce 1938 v Paříži, kde byl pochován na hřbitově Batignolles. Jeho tělesné ostatky byly v roce 1984 po dohodě s rodinou převezeny do Moskvy na Novoděvičí hřbitov. V roce 1991 byl usnesením rady ministrů RSFSR Šaljapinovi vrácen titul národního umělce.
V letech 1901 až 1936 nahrál velké množství gramofonových nahrávek, do dnešních dob je jich známo okolo 120. Přednesl na nich nejen všechen klasický repertoár, např. z oper Ivan Susanin (Michail Ivanovič Glinka), Boris Godunov (M. P. Musorgskij), Ivan Hrozný (Nikolaj Rimskij-Korsakov), z dalších rolí: Mefistofeles (Arrigo Boito), Don Basilio a Lazebník sevillský (Gioacchino Rossini). Kromě operního repertoáru ale rád zpíval také ruské lidové písně. Dokázal prý dobře zazpívat i výše položené populární písně. Spolu s Enricem Carusem byl na počátku 20. století jedním z nejznámějších, nejvýznamnějších i nejpopulárnějších světových operních pěvců.
Šaljapinův talent se neomezoval pouze na hudební a herecké aktivity. Byl skvělý kreslíř, vyzkoušel si malířství a sochařství. Zachovalo se mnoho portrétů, autoportrétů, kreseb a karikatur. Prokázal velké literární schopnosti, ve svých autobiografických dílech popsal nejen svůj umělecký život, ale také atmosféru společenských změn a všímal si i filozofie umění.

### Osobní život
Šaljapin byl dvakrát ženatý. Svou první ženu, italskou balerínu Iolu Tornagi, potkal v Nižním Novgorodu. Vzali se v roce 1898. V tomto manželství měl Šaljapin šest dětí: Igor (zemřel ve věku 4 let), Boris, dvojčata Fjodor (1905–1992) a Tatiana (1905–1993), Irina (1900–1978) a Lydia.
Během manželství se Šaljapin sblížil s Marií Valentinovnou Petzoldovou (1882–1964), která již měla dvě děti z prvního manželství. Měli spolu tři dcery: Marthu (1910–2003), Marinu (1912–2009) a Dacii (1921–1977). V roce 1921 společně opustili Rusko a později uzavřeli formální manželství.

## Návštěvy v Československu
V roce 1925 měl Šaljapin první koncert v pražské Lucerně, na kterém přednesl kromě operních árií také ruské a francouzské písně. Do Prahy se vrátil koncertovat v letech 1927, 1928 a 1929. V letech 1930 a 1934 vystupoval v Praze se souborem opery Slovenského národního divadla, jehož ředitelem byl Oskar Nedbal. V roce 1932 vystoupil v Brně na scéně Městského divadla v roli Borise Godunova a v roce 1934 v Bratislavě v inscenaci Gounodovy opery Faust. Do Československa zajížděl pravidelně jakožto lázeňský host, neboť si oblíbil zejména Mariánské Lázně.

## Autobiografické knihy vydané v češtině
- ŠALJAPIN, Fedor Ivanovič. Můj život. Překlad Hana Poláková. 1. vyd. Praha: Atlas, 1938. 294 s.

- ŠALJAPIN, Fedor Ivanovič. Z mého života. Překlad Václav Jiřina. 1. vyd. Rumburk: Národní správa nakladatelství Jindř. Pfeifer, 1946. 201 s. Václav Jiřina tento překlad dedikoval svému příteli Františku Bořkovi-Dohalskému.[8]

Pozdější překlady Šaljapinových pamětí:
- Stránky z mého života. [s.l.]: Svět sovětů, 1958. 182 s. Překlad Jaroslav Piskáček
- Maska a duše: můj život. [s.l.]: H+H, 2007. 278 s. Překlad Milan Dvořák

## Galerie

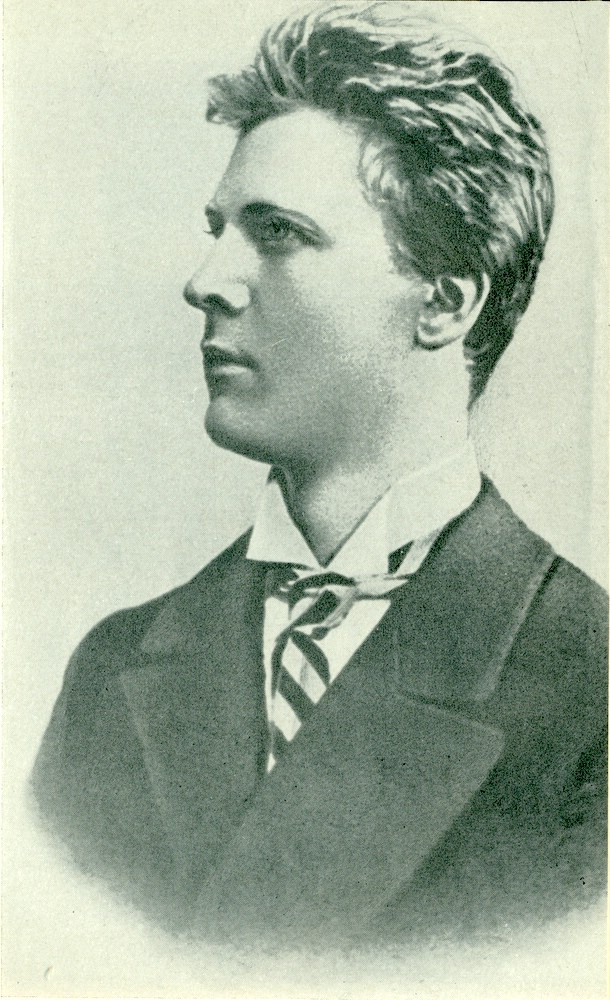
Fjodor Ivanovič Šaljapin (1893)
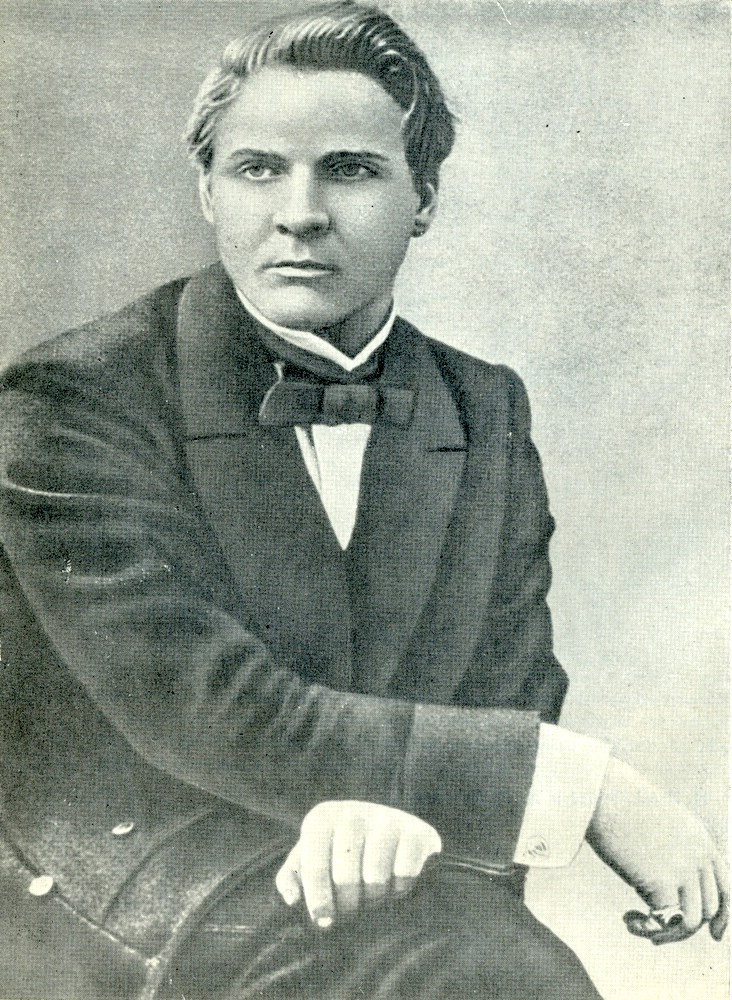
Fjodor Ivanovič Šaljapin (1898)
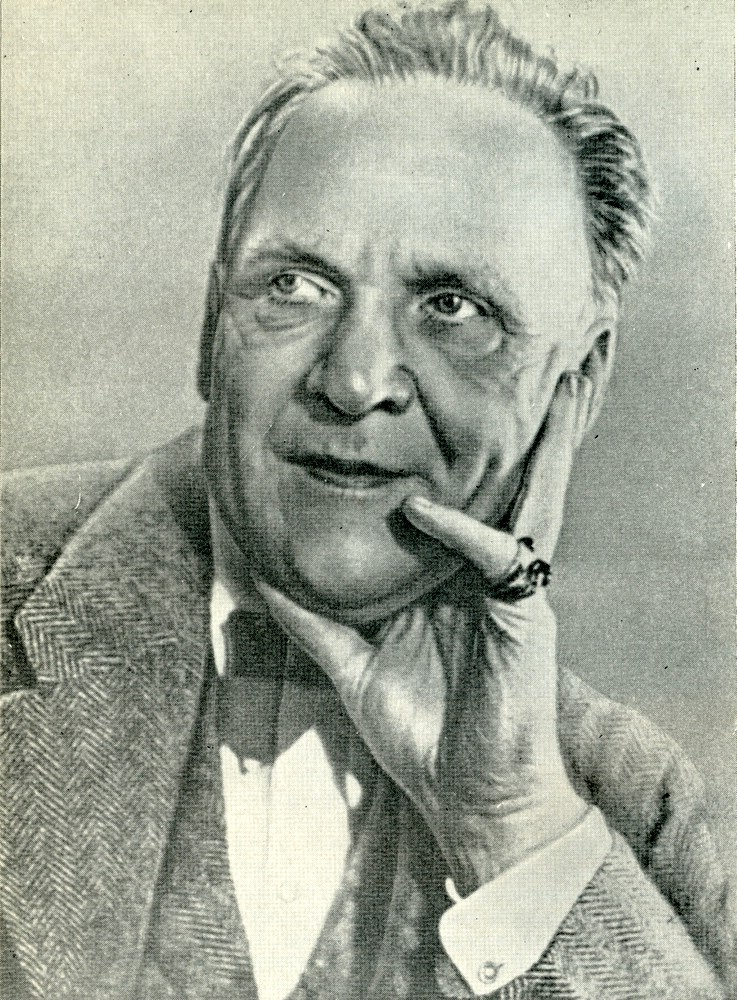
Fjodor Ivanovič Šaljapin (1937–1938)
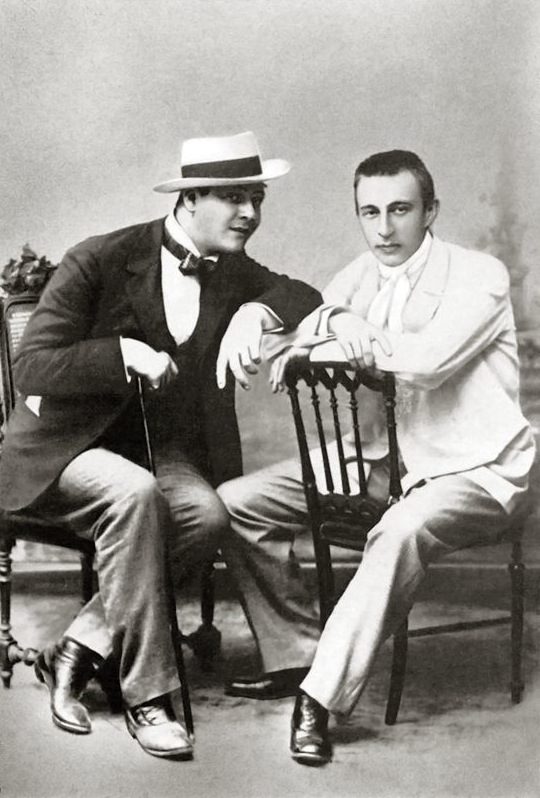
Zleva: F. I. Šaljapin a Sergej Rachmaninov
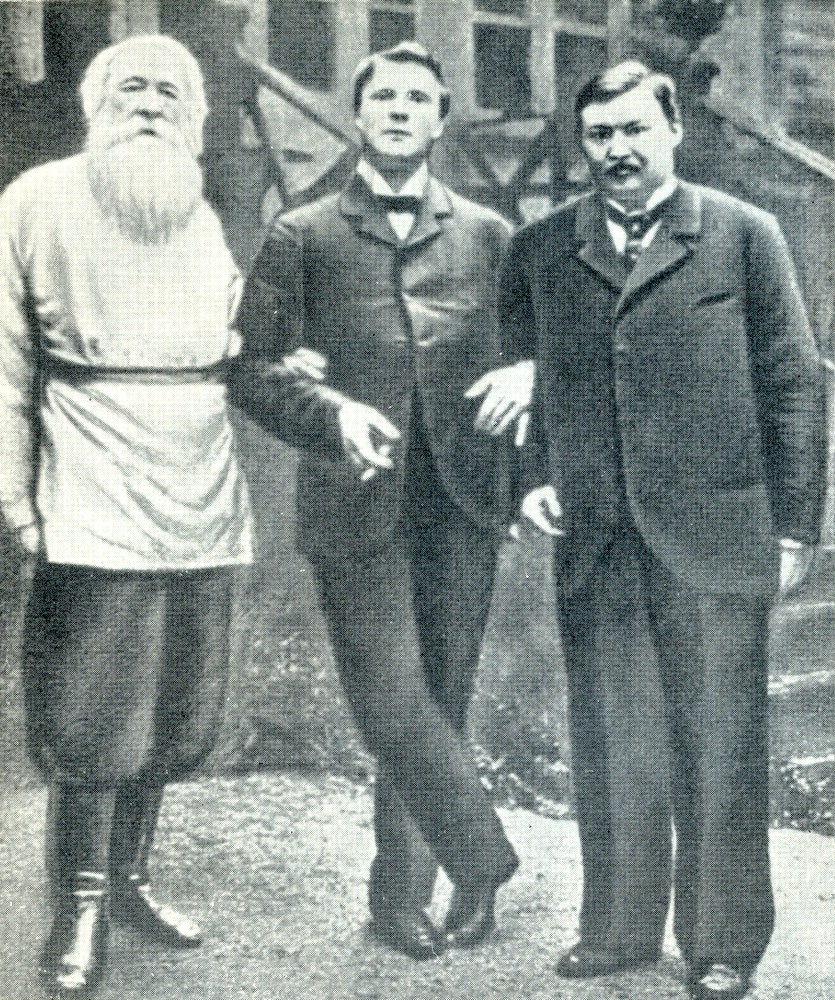
Zleva: Vladimir Vasiljevič Stasov, F. I. Šaljapin a Alexandr Glazunov
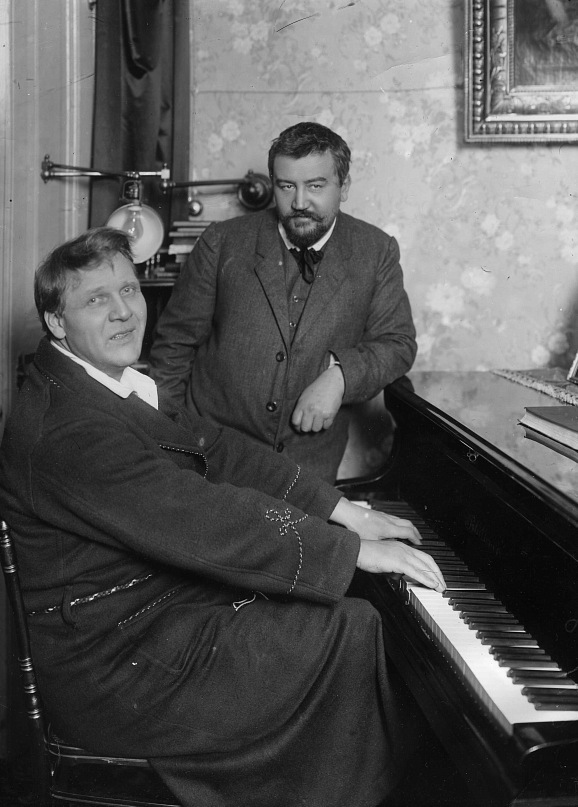
Zleva: F. I. Šaljapin (sedí) a ruský spisovatel Alexandr Kuprin
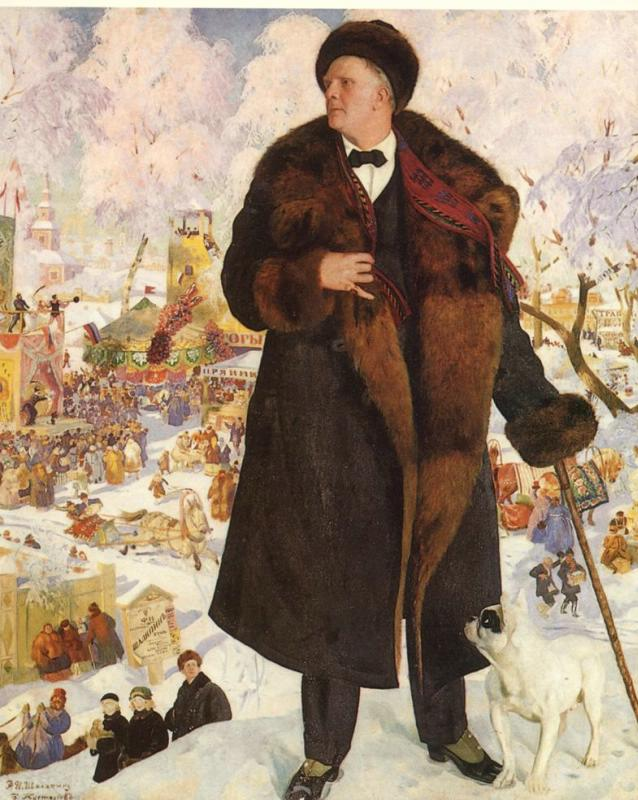
Šaljapin na obraze Borise Kustodijeva (1921)